# المدرسة الثانوية! كيمنغومي
المدرسة الثانوية! كيمنغومي (يابانية:ハイスクール!奇面組) هي سلسلة مانغا يابانية من نوع كوميديا ومدرسي، كتبها المؤلف موتوي شينزاوا، المانغا الأولى كان اسمها ثيرد ييرد فاني-فيس كلوب (漫画：3年奇面組) (Third Year Funny-face Club) في مجلة شونن جمب الأسبوعية، والتي صدرت من سنة 1980 لسنة 1982 ولها 6 مجلدات، وصدرت مجلد جديد من سنة 1982 لسنة 1987 لنفس الناشر ولها 20 مجلد.

## مسلسل تلفزيوني
صدرت مسلسل تلفزيوني يحمل اسم المدرسة الثانوية! كيمنغومي، من تاريخ 12 أكتوبر 1985 وانتهت يوم 26 سبتمبر 1987، والتي بثها تلفزيون فوجي الياباني ولها 86 حلقة، وصدرت فيلم انمي المصنف اوفا (OVA) نفس العنوان والتي صدرت يوم 12 يوليو 1986.

## تجديد الإصدار
جددت إصدار المانجا تحت عنوان العودة إلى المدرسة الثانويه! نادي الوجه المضحك (Return of High School! Funny-face Club) (帰ってきたハイスクール!奇面組)، والذي كتبه المؤلف موتوي شينزاوا ونشرت في مجلة سوبر جومب يوم 1 ديسمبر 2000 وله مجلد واحد فقط، وصدر مجلد اخر تحت مسمى فلاش! نادي الوجه المضحك (フラッシュ!奇面組) والتي طبعها مجلة مانجا شونين ونشرها شركه سكوير إنكس الياباني من سنه 2001 لسنه 2005، ولها 3 مجلدات فقط.

## وصلات الخارجيه
- High School! Kimengumi الموقع الرسمي @ Fuji TV
- (باليابانية) High School! Kimengumi manga character list
- المدرسة الثانوية! كيمنغومي على موقع IMDb (الإنجليزية)
- المدرسة الثانوية! كيمنغومي على موقع كينوبويسك (الروسية)
- المدرسة الثانوية! كيمنغومي على موقع قاعدة بيانات الفيلم (الإنجليزية)
- المدرسة الثانوية! كيمنغومي على موقع ANN anime (الإنجليزية)
- المدرسة الثانوية! كيمنغومي على موقع ANN manga (الإنجليزية)
- (باليابانية) Sannen Kimengumi manga character list
- 3944 في شبكة أخبار الأنمي
- 4134 في شبكة أخبار الأنمي
- 3943 في شبكة أخبار الأنمي
- 1414 في شبكة أخبار الأنمي